# Nyctanassa carcinocatactes
Espèce
Statut de conservation UICN

 EX  : Éteint
Nyctanassa carcinocatactes est une espèce éteinte d'oiseaux de la famille des Ardeidae.

## Répartition
Cette espèce est endémique des Bermudes.